# 馬卡萊恩長鏈
馬卡萊恩長鏈（Markarian's Chain）是室女座星系團的一部分。從地球上看過去，這些星系剛好分布在平滑的曲線上。查爾斯·梅西耶於1781年首次發現其中兩個星系－M84 和M86。馬卡萊恩長鏈的其他星系則是由威廉·赫歇爾發現的，皆收錄在約翰·路易·埃米爾·德雷耳於1888年出版的星雲和星團新總表中。這一系列星系最終以蘇聯天體物理學家班傑明·馬卡萊恩（Benjamin Markarian）來命名，他在1960年代初發現它們的共同運動 。馬卡萊恩長鏈成員包括M84（NGC 4374）、M86（NGC 4406）、NGC 4477、NGC 4473、NGC 4461、NGC 4458、NGC 4438和NGC 4435。
人們通過小型望遠鏡可以看到馬卡萊恩長鏈明亮的成員。如果使用更大的望遠鏡可以觀察到較暗的星系。馬卡萊恩長鏈中心附近出現一對相互作用的星系NGC 4438和 NGC 4435，距離我們約5,000萬光年，被稱為雙眼星系。
馬卡萊恩長鏈中至少有七個星系似乎同步地移動，儘管其他星系似乎是毫無關係的 。